# Авидзба, Аслан Фазлыбеевич
Аслан Фазлыбеевич А́видзба (абх. Аҩӡба Аслан Фазлыбеи-иԥа; род. 22 июня 1972, Аацы) — абхазский историк, публицист и журналист, доктор исторических наук, профессор Абхазского государственного университета, ведущий научный сотрудник Абхазского института гуманитарных исследований, член-корреспондент Академии наук Абхазии, лауреат Государственной премии имени Г. А. Дзидзария.

## Биография
Родился 22 июня 1972 года в селе Аацы, Гудаутский район. В 1989 году окончил среднюю школу там же.
В 1990 году поступил в Абхазский государственный университет (АГУ), в 1996 году окончил историко-юридический факультет АГУ по специальности «история». В 1992—1993 годах принимал участие в грузино-абхазской войне в качестве рядового 1-й отдельной горнострелковой роты. В 1996—2000 годах преподавал историю в средней школе в Аацах.
С 2000 года работает в Абхазском институте гуманитарных исследований, занимал должности младшего научного сотрудника, с 2010 года — старшего научного сотрудника отдела истории, в 2012—2016 годах — заведующего отделом источниковедения, с 2017 года — ведущего научного сотрудника отдела источниковедения.
В 2002 году работал корреспондентом газеты «Республика Абхазия», в 2003—2004 годах — обозревателем там же, в 2004—2006 годах — редактором газеты «Новый день», в 2009 году — редактором газеты «Форум».
В 2004 году окончил аспирантуру при Академии наук Абхазии по специальности «отечественная история». В 2009 году под руководством А. Э. Куправа защитил диссертацию «Отечественная война (1992—1993 гг.) Абхазии по материалам периодической печати» и получил учёную степень кандидата исторических наук. В 2016 году защитил диссертацию «Проблемы военно-политической истории Отечественной войны в Абхазии (1992—1993 гг.)» и получил учёную степень доктора исторических наук.
С 2005 года работает в Абхазском государственном университете, занимал должности преподавателя, с 2010 года — старшего преподавателя, с 2012 года — доцента кафедры истории, археологии и этнологии Абхазии, в настоящее время является профессором той же кафедры.

## Научная деятельность
Область научных интересов: новейшая история Абхазии.
Автор более 50 научных публикаций.

## Награды
- Премия президента Академии наук Абхазии за достижения в области науки (2009)[1].
- Государственная премия имени Г. А. Дзидзария (2014)[1] за монографию «Проблемы военно-политической истории Отечественной войны в Абхазии (1992—1993 гг.)»[4].
- Действительный член Адыгской (Черкесской) международной академии наук (2022)[5].